# Lê Triều sử ký
Lê Triều sử ký, Chữ Hán: 黎朝史記, là một cuốn sách sử viết bởi một tác giả vô danh thời nhà Mạc, chỉ kể về vương triều Lê Sơ từ năm 1427 đến năm 1527. Sách vốn không có tên sách chung. Đầu sách chỉ đề 2 chữ Lê triều (黎朝), nghĩa là chép sử triều Lê. Bắt đầu ghi từ Thái tổ Cao hoàng đế họ Lê húy Lợi, người hương Lam Sơn, huyện Lương Giang, Thanh Hóa, ở ngôi 6 năm...Cuối sách ghi những sự kiện thuộc đời vua Lê Cung Hoàng.